# ماري بيك بريسكو
ماري بيك بريسكو (بالإنجليزية: Mary Beck Briscoe) هي قاضية أمريكية، ولدت في 4 أبريل 1947 في كونسول غروف في الولايات المتحدة.

## وصلات خارجية
- ماري بيك بريسكو على موقع إن إن دي بي (الإنجليزية)